# Сібіу
Сібіу (рум. Sibiu, МФА: [siˈbiw], нім. Hermannstadt, болг. Сибин, чеськ. і словац. Sibiň, угор. Nagyszeben) — місто у Трансильванії, Румунія, розташоване за 282 км від Бухареста на березі річки Чибін, притоки Олту. Місто є адміністративним центром жудеця Сібіу, його населення за даними перепису 2011 року становило близько 147,2 тис. мешканців. З 1692 по 1791 роки місто було столицею Трансильванського князівства.
До Другої світової війни місто було центром трансильванських саксів. Зараз Сібіу є одним з важливих культурних центрів країни, зокрема у 2007 році місто було обрано культурною столицею Європи (разом з Люксембургом). Крім того, у 2008 році журнал «Форбс» назвав місто восьмим «найбільш ідилічним місцем для життя» у Європі.

## Визначні місця
- Стара частина міста:
  - Велика площа (з фонтаном та ратушею) — одна з найбільших площ у Трансильванії, її довжина становить 142 м, ширина — 90 м;
  - палац Брукенталя XVIII ст. у стилі бароко (нині — національний музей);
  - собор Святої Марії XIV—XV ст. — лютеранський;
  - башта Нарад XIII—XVIII ст., євангельський собор;
  - міст брехунів XIX ст.;
  - Свято-Троїцький кафедральний собор, православний;
  - східці XIII ст. між верхньою та нижньою частиною міста;
- музей просто неба ASTRA, в якому представлено понад 300 румунських будівель різних часів;
- зоопарк.

## Відомі люди

### Народились
- Герман Оберт — один з основоположників космонавтики.
- Маріус Герман (* 1967) — румунський гімнаст.
- Іон Попеску-Сібіу (* 1901, Сібіу — 11 вересня 1974, Бухарест) — румунський медик, психіатр і психоаналітик.

### Проживали
- Колотило Михайло — провідник Буковинського обласного проводу ОУН, православний священник. Служив на місцевій парафії.
- Доспіль Осип — професор, державний секретар фінансів українського уряду у Кіцмані (1918—1919)

## Галерея

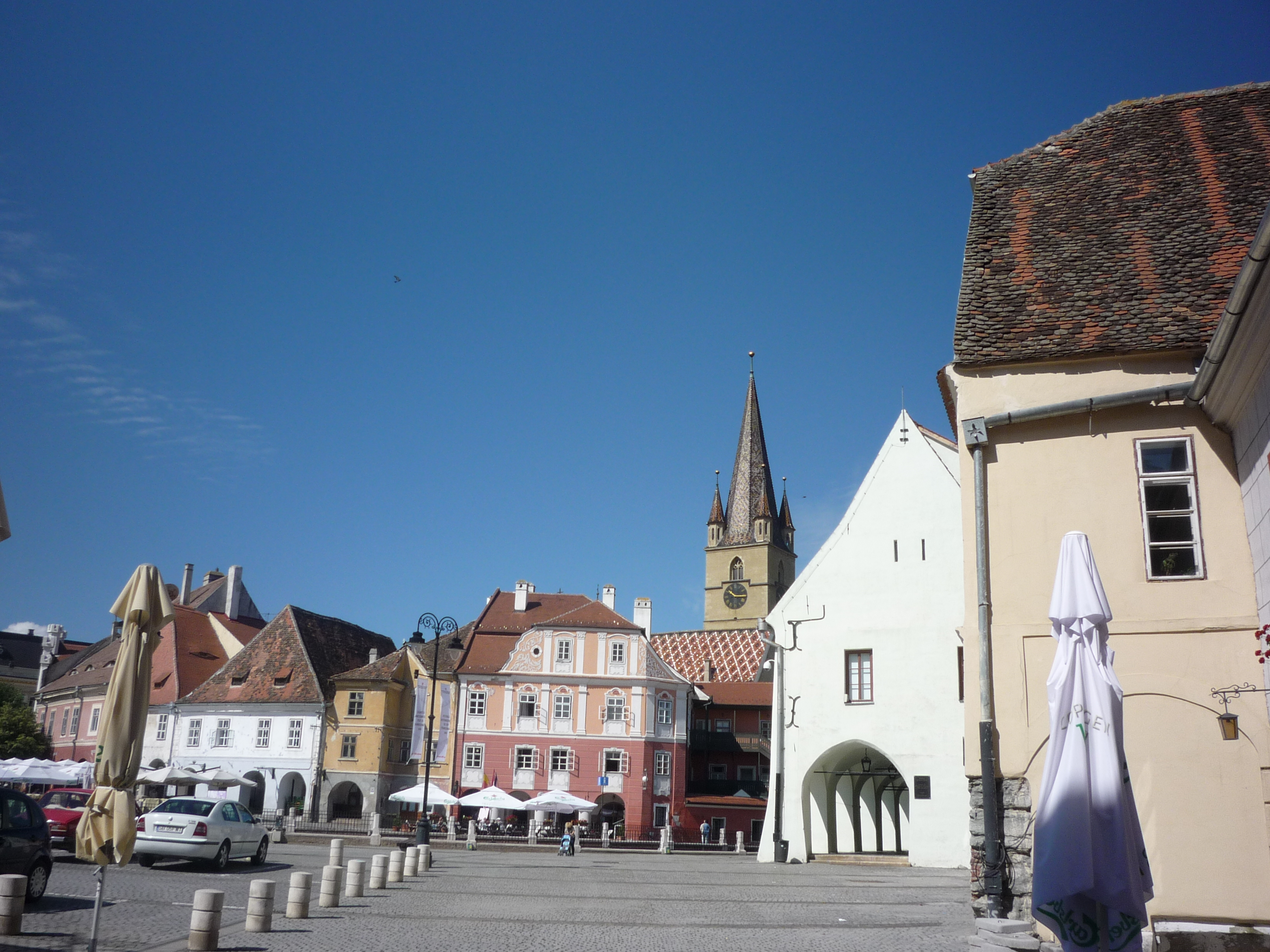
Сібіу, історична частина
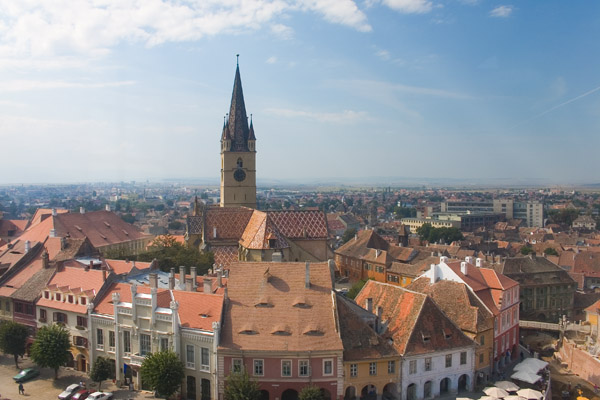
Історичний центр міста